# Petra Haltmayr
Petra Haltmayr, nemška alpska smučarka, * 16. september 1975, Rettenberg.
Nastopila je na dveh olimpijskih igrah, najboljšo uvrstitev je dosegla leta 2006 s šestim mestom v smuku. Na Svetovnem prvenstvu 2001 je bila v kombinaciji peta. V svetovnem pokalu je tekmovala trinajst sezon med letoma 1994 in 2007 ter dosegla dve zmagi in še dve uvrstitvi na stopničke. V skupnem seštevku svetovnega pokala je bila najvišje na petnajstem mestu leta 2001, ko je bila tudi sedma v smukaškem seštevku.